# Lelo pour la Géorgie
Lelo pour la Géorgie, Un essai pour la Géorgie ou le Parti Lélo selon les traductions (en géorgien : ლელო საქართველოსთვის) est un parti politique géorgien libéral fondé en 2019 par deux industriels : Mamouka Khazaradze et Badri Japaridze. Peu après sa création, le parti parvient à rassembler d’éminents responsables politiques dont les partis de la nouvelle droite et du Mouvement pour le développement. Ces trois partis fusionnent alors pour n’en former qu’un.
Le parti participe aux élections législatives de 2020 et remporte 4 sièges au Parlement de Géorgie. En 2024 pour les élections législatives, le parti forme la coalition Géorgie forte. Cette coalition remporte 14 sièges et près de 8,8 % des suffrages exprimés, mais les parlementaires refusent de siéger au Parlement, dénonçant des fraudes massives.

## Histoire
Les principaux fondateurs du parti, Mamouka Khazaradze et Badri Japaridze, sont tous deux des hommes d'affaires influents mais peu connus sur la scène politique. Khazaradze est le PDG de la banque TBC, Japaridze est son associé. En 2014, ils confondent l'organisation non gouvernementale « Demographic Society XXI » avec un autre homme d'affaires conservateur, Levan Vassadze. Ce groupe conservateur est connu pour avoir recueilli des signatures en vue de l'organisation d'un référendum visant à interdire le mariage homosexuel dans le pays, et pour avoir rédigé plusieurs textes législatifs, notamment ceux visant à supprimer les termes « orientation sexuelle » et « genre » de la loi anti-discrimination. Ces deux textes ont été proposés au Parlement géorgien par le député de Rêve géorgien Soso Jachvliani en 2015.
Le 9 juin 2019, Mamouka Khazaradze, annonce la fondation prochaine d’un parti politique libéral. Il est rejoint par son associé Badri Japaridze. Le 12 septembre, Lelo est lancé, son nom signifiant « marquer un essai » dans un match de rugby. Le 23 décembre, Lelo, le Mouvement pour le développement de David Oussoupachvili et le Parti de la nouvelle droite fusionnent pour former un nouveau parti politique appelé « Lelo pour la Géorgie ». Le parti attire également plusieurs personnalités politiques de gauche, telles que Grigol Gueguelia et Irakli Koupradze.
Lors de la première réunion du parti, Mamouka Khazaradze annonce que les objectifs de Lelo sont le renforcement de l'État de droit, la réforme du système judiciaire, la poursuite d'une politique étrangère pro-occidentale, le développement d'une économie de marché et la protection de l'Église orthodoxe géorgienne.

### Élections de 2020
Le parti se présente de manière indépendante aux élections législatives de 2020 et obtient 3,15 % des voix, ce qui lui permet d'obtenir quatre sièges au Parlement géorgien. Cependant, Lelo se joint à d'autres partis d'opposition pour affirmer que les résultats ont été truqués en faveur du parti au pouvoir, le Rêve géorgien, et refuse d'entrer au parlement ainsi que de prendre ses sièges,.
Lelo fait partie de l'opposition qui reprend finalement repris sa place au Parlement à la suite de l'accord conclu en avril 2021 entre le gouvernement et l'opposition, sous la médiation de l'UE. Il est également rejoint par trois députés dissidents du Mouvement national uni, le plus grand parti d'opposition, et de Géorgie européenne, parti qui a refusé de signer l'accord et d'entrer au Parlement, citant « certaines clauses controversées ». Le Mouvement national uni continue à s'opposer à la signature de l'accord et le parti au pouvoir, Rêve géorgien, annonce son retrait de l'accord en juillet 2021, déclarant qu'il « n'a pas été respecté ». Mamouka Khazaradze finit par quitter le Parlement en novembre 2021 après avoir affirmé que les élections municipales de cette année-là ont été truquées. Japaridze et deux autres membres du Parlement sont finalement suspendus pour fraude fiscale et blanchiment d’argent.

### Élections de 2024
Lelo soutient les manifestations organisées en 2023 contre l'introduction de la « loi sur les agents étrangers », relancées en 2024 après sa réintroduction et son adoption. Le parti signe ensuite la Charte géorgienne initiée par la présidente Salomé Zourabichvili, qui définit les objectifs d'un éventuel futur gouvernement. Le 9 juillet 2024, les trois partis d'opposition Ahali, Girchi - Plus de liberté et Droa annoncent leur décision de présenter une liste électorale commune pour les élections législatives géorgiennes de 2024, qui se déroulent en octobre. Bien que Lelo ait été impliqué dans des pourparlers pour rejoindre l'alliance, cela ne se concrétise pas en raison de « différences mineures »[réf. souhaitée].
Le 17 juillet, Lelo pour la Géorgie, Pour le peuple et le mouvement politique Freedom Square annoncent leur unification au sein d'une liste électorale unique sous la bannière de la coalition « Géorgie forte ». En août, le parti Citoyens d'Aleko Elissachvili rejoint également rejoint l'alliance. Par la suite, leur coalition, à l'initiative de la présidente Salomé Zourabichvili, tente de s'unir avec le parti Pour la Géorgie de l'ex-Premier ministre Guiorgui Gakharia. Le 20 septembre, Pour la Géorgie décide toutefois de se retirer des négociations, invoquant des différences irréconciliables. Gakharia remercie la présidente et Khazaradze pour cette tentative et s'engage à coopérer à l'avenir.
Lors du scrutin, la coalition Géorgie forte remporte 14 sièges et près de 8,8 % des suffrages exprimés, mais les parlementaires refusent de siéger au Parlement, dénonçant des fraudes massives lors du scrutin.

## Élections

### Législatives
| Année | Tête de liste      | Voix    | %    | Sièges  | +/- | Position | Gouvernement | Coalition     |
| ----- | ------------------ | ------- | ---- | ------- | --- | -------- | ------------ | ------------- |
| 2020  | Mamouka Khazaradze | 60 712  | 3,15 | 4 / 140 | Nv  | 4e       | Opposition   | Indépendant   |
| 2024  | Mamouka Khazaradze | 182 922 | 8,81 | 9 / 150 | 5   | 4e       | Opposition   | Géorgie forte |

### Municipales
| Année | Voix   | %    | Communes  | +/- |
| ----- | ------ | ---- | --------- | --- |
| 2021  | 47 838 | 2,71 | 27 / 2068 | Nv  |